# Métallurgique
Métallurgique (Металлюржик) — з 1860 року бельгійський виробник залізничної техніки та автомобілів. Штаб-квартира розташована в місті Марш'єнн-о-Пон. У 1927 році компанію купує фірма Imperia-Excelsior, і виробництво автомобілів припинилося.

## Заснування компанії
У 1860 році була заснована фірма Société Anonyme La Métallurgique, яка почала виробляти локомотиви і рухомі склади в Тубі, Нівелі та Самбрі, проте в 1898 році правління фірми зацікавилося автомобільним виробництвом, і в містечку Марш'єнн-о-Пон створюється автомобільний філіал фірми під назвою L 'Auto Metallurgique.

## Початок виробництва автомобілів
У 1900 році Едмондом Херманом було побудовано два прототипи з 2-циліндровим мотором об'ємом 726 см3 і потужністю 4 к. с., в одного мотор розташовувався спереду, у другого — ззаду, обидва прототипи були показані в 1901 році на Паризькій виставці. Незабаром почалися продажі цих машин, через рік з'явилася більша 8-сильна машина, яка оснащувалася вже 4-циліндровим мотором об'ємом 1,5 л, по суті, це був здвоєний 2-циліндровий мотор, усі машини оснащувалися ланцюговим приводом заднього моста.
У 1903 році у фірму приходить інженер, який до цього будує «Мерседеси» в німецькому «Даймлері» — Ернст Леманн, з його приходом фірма зростає в технічному плані — рама стала виготовлятися із штампованого профілю, з'явилося динамо- та електричне освітлення (правда, поки за замовленням), карданний вал. Модельний ряд включав кілька моделей з двома і чотирма циліндрами. У 1904 році французька компанія Gillet-Forest починає виробляти такі автомобілі за ліцензією.
У 1905 році модельний ряд складався з 2-циліндрових моделей: 7/8HP і 10/12HP; і 4-циліндрових: 12/14НР, 16/20НР, 24/28НР і 30/35НР.
Проте Леманну кортить побудувати щось особливе, і керівництво дає добро — наприкінці того ж 1905 року створено 9,9-літровий 4-циліндровий автомобіль 60/80HP, який видає 100 к. с. при 1500 об/хв і розвиває швидкість 160 км/год.
Однак не тільки цей автомобіль бере участь у гонках, ще до цього 3,6-літрова модель 24/28НР бере участь у гонках Herkomer в Німеччині. Німець Ханс Ашофф разом з уродженцем Бельгії Андріаном П'єдбефом починають продавати автомобілі в Німеччині у фірмі Адрінана — Piedbœuf & Cie (пізніше П'єдбеф відкриє фірму, яка випускатиме автомобілі марки Imperia). Також Ашоффу вдається отримати дозвіл на продаж автомобілів цієї марки в Лондоні, проте він передає це право своєму другові Оскару Купперу, який засновує фірму Warwick Wright для цього, а пізніше — Métallurgique Company (збираючи машини з комплектів, що поставляються з Бельгії).
У 1906 році 24/28НР ставить рекорд серед однокласників, беручи участь у кубку Лідекерка: Вільгельм проїхав трасу з середньою швидкістю 78 км/год. Також рекорд ставить і більша модель 60/80НР, яка бере участь у Остенде: машина показала найкращий середній час на трасі, проте поступилася часткою секунди іншій машині при розгоні на максимальну швидкість за одну милю, у підсумку здобувши друге місце.
У 1907 році машини цієї марки отримують V-подібну решітку радіатора, також з'являються нові моделі: 26/32, 40/45 і 50/60. Модель 40/45НР з 8 л мотором — зменшений варіант 60/80НР моделі.
Модельний ряд до моделі 26/32 мав 3-ступеневі коробки передач, а всі автомобілі вище класом отримали 4-ступеневі коробки. Також фірма почала випускати в невеликій кількості вантажні автомобілі.
У тому ж році машини цієї марки беруть участь у Tourist Trophy, потім — у Kaiserpreis, але, на жаль, в обох гонках машини змушені були зійти з траси. Така ж доля спіткала авто на трасі в Арденнах, але вже влітку, беручи участь у гонках Herkomer, німецький гонщик Ханс Ашофф займає друге місце на автомобілі Metallurgique. За його сприяння починаються переговори про виробництво цих автомобілів у Німеччині. Незабаром на трасі Брукландс модель 50/60НР займає перше місце на п'єдесталі.
Уже в цьому ж році фірма відділяється від головного підприємства, біля керма стає мсьє Жермані, а фірма отримує назву Auto-Metallurgique S.A. Фірма дає на свої шасі рік гарантії (кузови поставляла фірма Van Den Plas Carrosserie).
Через рік фірма відмовляється від виробництва 2-циліндрових моделей, тоді ж на Tourist Trophy виставляється три машини, проте всі три сходять з дистанції.
У 1909 році підписується нарешті угода з німецькою фірмою Berliner Elektrizitätswerke AG, яка випускає електромобілі під маркою Bergmann, про виробництво автомобілів у Німеччині під маркою Bergmann-Metallurgique. Причому членом правління цієї компанії був герцог Баварії Людвіг, який у 1913 році стане останнім королем Баварії — Людвігом III (між іншим, одна з найстаріших монархій в Європі, сім'я була біля трону майже 740 років). Тоді ж з'являється 5-літрова модель 26/60HP.
У 1910 році будується спортивна машина з 11 л мотором і 16 клапанами, тобто по 4 на кожен циліндр; машина розвивала 105 к. с. Щоправда, машина зійшла з гонки Coupe du Prince Henry через поломку. Того ж року автомобілі цієї марки стали продаватися в Росії. Metallurgique був у вбивці Распутіна — Юсупова.

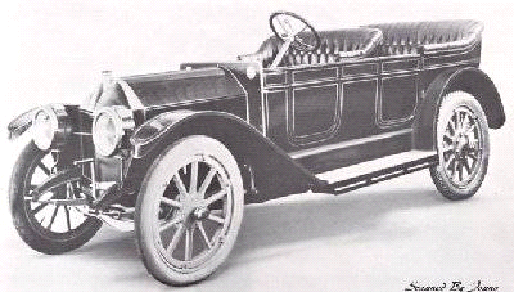
Найперший Chevrolet

У 1911 році з'являється перший автомобіль марки Chevrolet, дизайн машини був клонований із автомобілів марки Metallurgique.

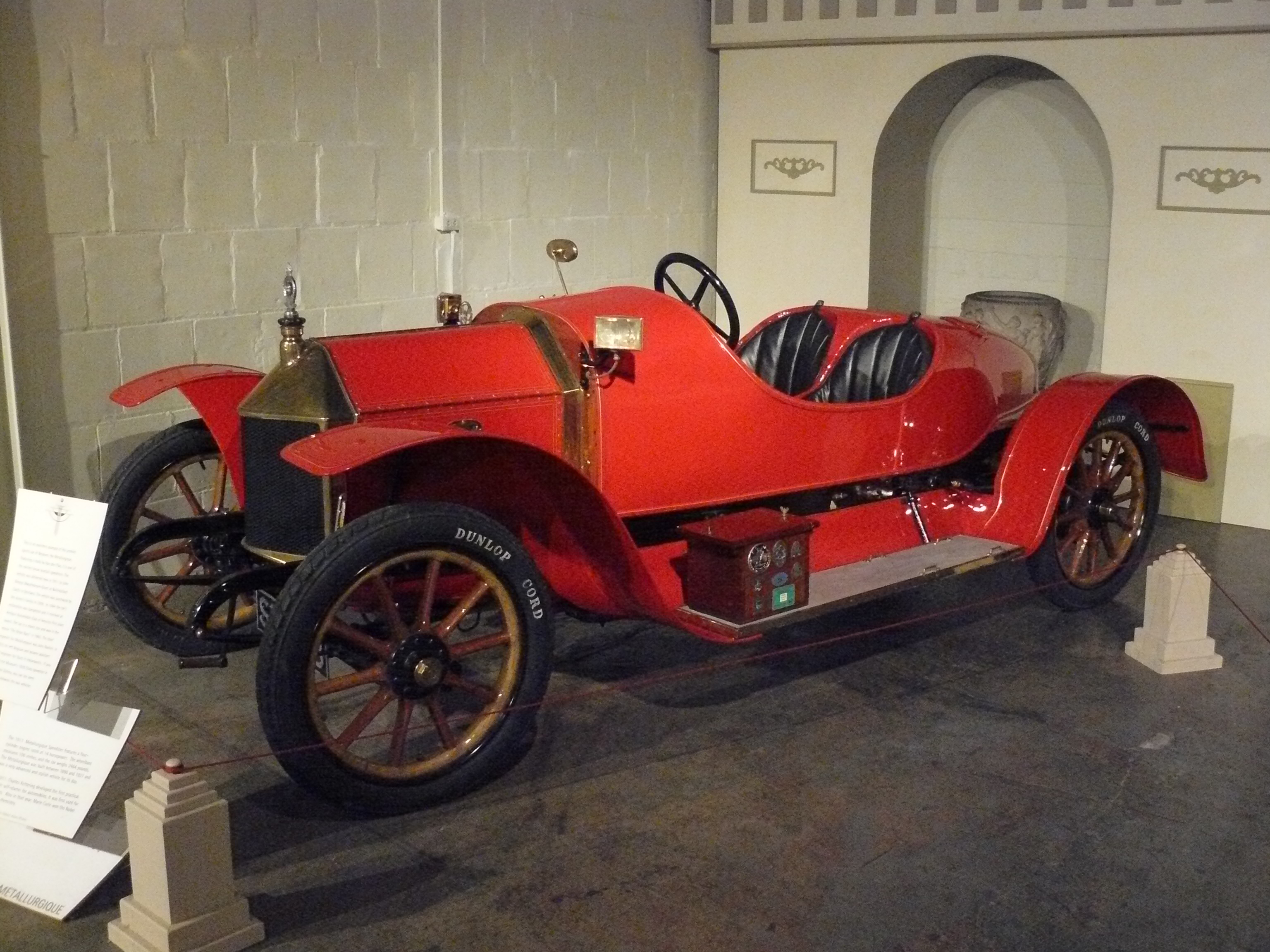
Metallurgique 12/14CV Boattail Speedster 1912 року

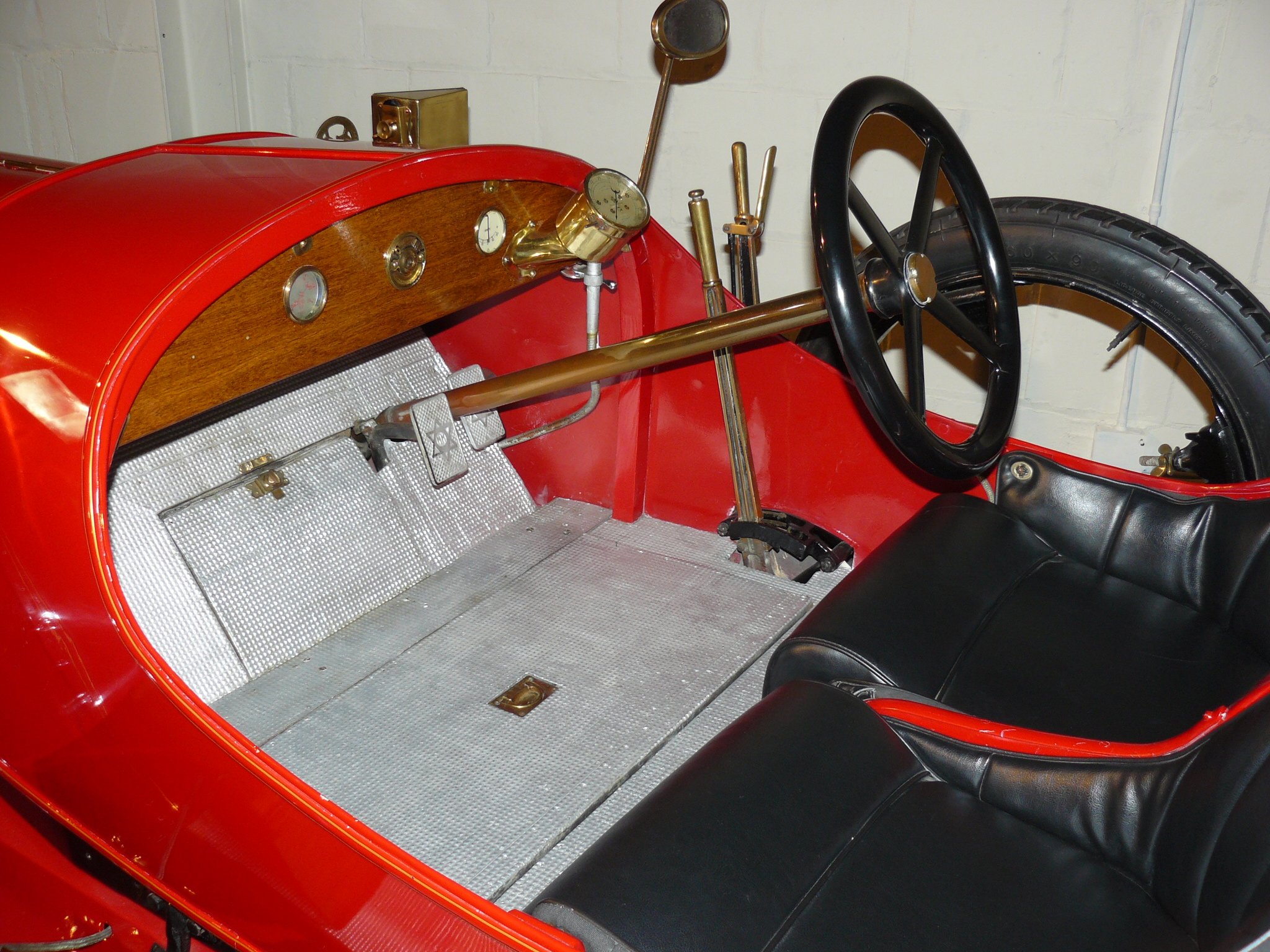
Салон Metallurgique 12/14CV Boattail Speedster

У 1912 році з'явилися нові моделі: 12/14CV з 2,6-літровим мотором, який розвивав 32 к. с., машина комплектувалася 4-ступеневою коробкою передач. Одна з цих машин відома тим, що на сьогодні це найстаріший автомобіль з кузовом boat-tail, який дійшов до нас.

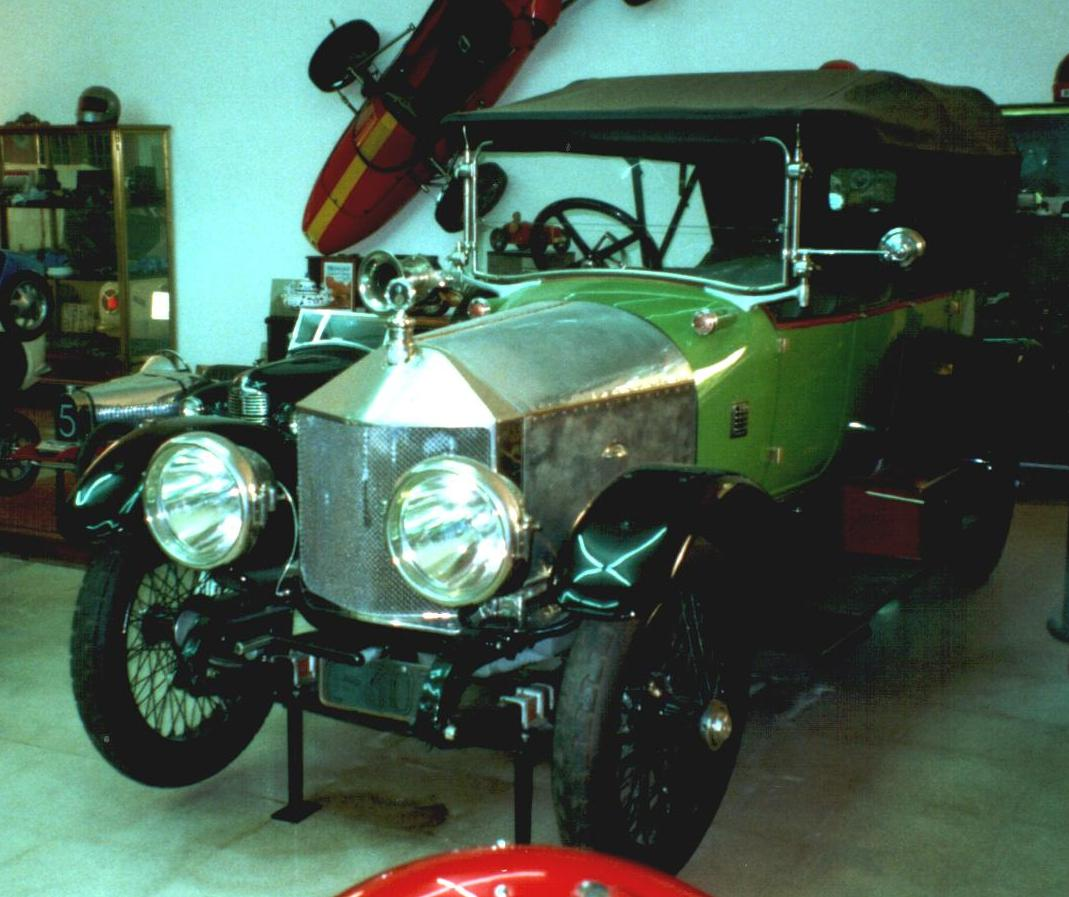
Metallurgique 18CV Phaeton

18CV 3,6 л розвивала 40 або 58 к. с. у спортивній версії; 5-літрова модель 26/60CV також обзавелася потужнішою спортивною версією, яка розвивала 75 сил, а нова модель 40/95 мала об'єм 7,4 л.
До кінця року з'явилася маленька модель 6/18CV з 1,5-літровим мотором. У тому ж році, вигравши гонки в Tour de France і Circuit du Maroc, фірма збільшила до двох років гарантію на свої шасі й мотори.
У 1913 році з'являється спортивна версія 40/90CV — 38/90CV, мотор залишився тим же, але шасі машини було укорочено. Усім автомобілям як опцію стали пропонувати електричний стартер.
Барон Нотомб, виступаючи на автомобілі Bergmann-Metallurgique 38/90CV, посів третє місце на гран-прі Росії. Барон Нотомб не зробив жодної заміни шин, які, до речі, були марки Continental-Pneumatic. 
У 1914 році успіх Нотомба, але вже чисто на Metallurgique, закріпив гонщик Артур Дюре, також посівши третє місце в гран-прі Росії, які стали одними з останніх передвоєнних змагань.
Під час Першої світової війни виробництво автомобілів було зупинено, оскільки Бельгію окупували кайзерівські війська, призупинилося і виробництво автомобілів у Німеччині. Більшість обладнання з бельгійського заводу було вивезено до Німеччини, після війни разом із німецькими військами пішов і головний інженер фірми — Леманн, який став працювати в німецькій фірмі Selve. Бельгійська фірма виставила претензії німецькому уряду, щоб той повернув забране обладнання, але з Німеччини надійшла відповідь, що оскільки в правлінні переважали німці, то це їхнє рішення — вивезти обладнання на свою батьківщину. Але не дивлячись на це, Metallurgique стала першою бельгійською фірмою, яка відновила виробництво автомобілів. Справа в тому, що компанія встигла до окупації приховати і зберегти запчастини та напівфабрикати. Відновило виробництво автомобілів і німецьке підприємство, оскільки у них теж залишилися нерозпродані шасі.
У 1919 році біля керма компанії став граф Жак де Лідекірк (проводилися гонки на кубок його імені). У 1919 році на шасі 1912 року будується цікавий проєкт: на шасі встановлюється 21-літровий мотор фірми Maybach, які під час війни встановлювали на дирижаблі Zeppelin, однак проєкт був невдалий, оскільки машина ставала некерованою і максимальна швидкість її була мізерною.

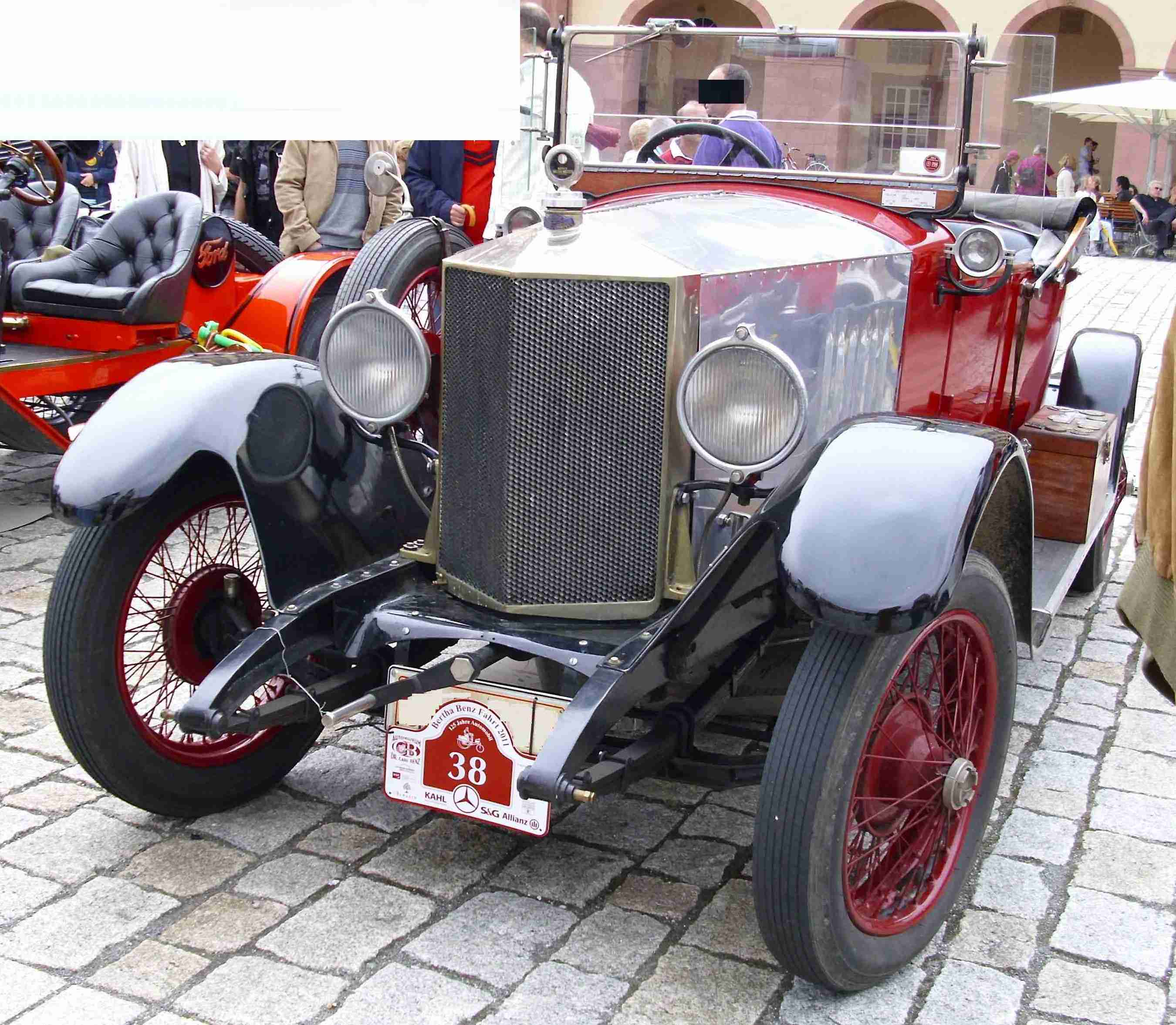
Metallurgique 15/20СV Sport Roadster

У 1920 році відновилося серійне виробництво автомобілів, це були довоєнні моделі 15/20CV, 20/40CV і 26/60CV. Старша модель отримала гальма всіх коліс системи Adex, це були гальма з діагональним задіянням.
У 1921 році проєктується 6-циліндровий мотор з напівсферичними камерами згоряння, але проєкт кладуть на полицю — зусилля спрямовуються на доведення 3-літрового 16-клапанного мотора, який видає 90 к. с. У 1922 році були готові три автомобілі, які виставили на гра-прі Бельгії, які проходили в Спа — машини встановили рекорд швидкості для цієї траси, проте змушені були зійти з дистанції через поломки.
Наприкінці 1922 року контроль над фірмою знову бере пан Жермане, який до того моменту пішов з посади директора іншої автомобільної фірми — SOMEA, разом з собою він привів молодого талановитого конструктора Поля Бастьєна. Незабаром після їх відходу фірма «Сомеа» зникла з карти автовиробників. Сам Жермане, ображений на німців, забирає ліцензію у німецької фірми, яка з цього моменту знову переходить на електромобілі, правда, вантажні.
Бастьєн теж прийшов не з порожніми руками, а з проєктом, який він придумав ще рік тому, проте проєкт не був прийнятий членами правління «Сомеа». У підсумку в 1923 році з'явилася модель 12/15CV, або на деяких ринках 26HP, яка стала єдиною моделлю у виробничій гамі.

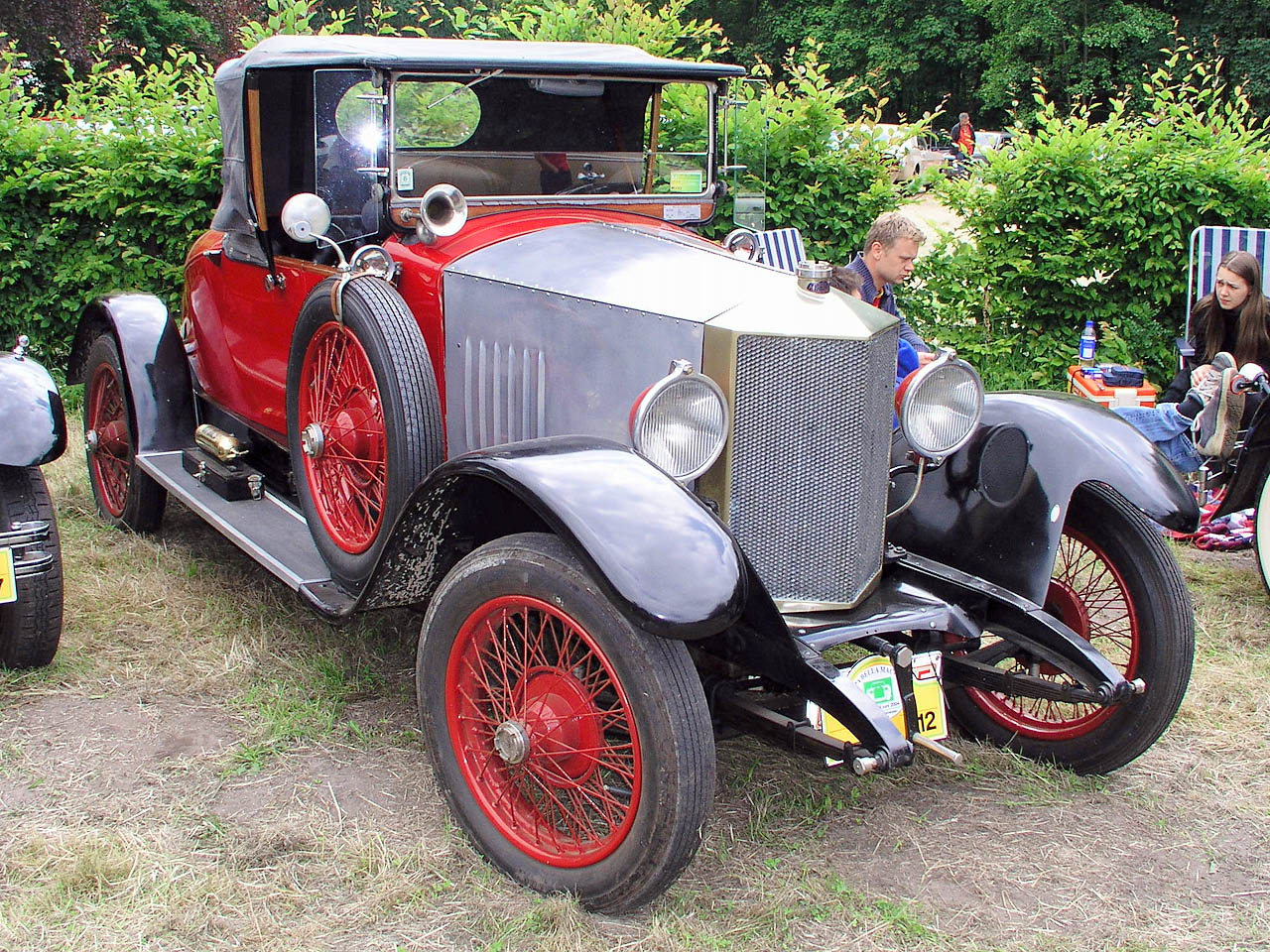
Metallurgique 15/20СV Sport Roadster

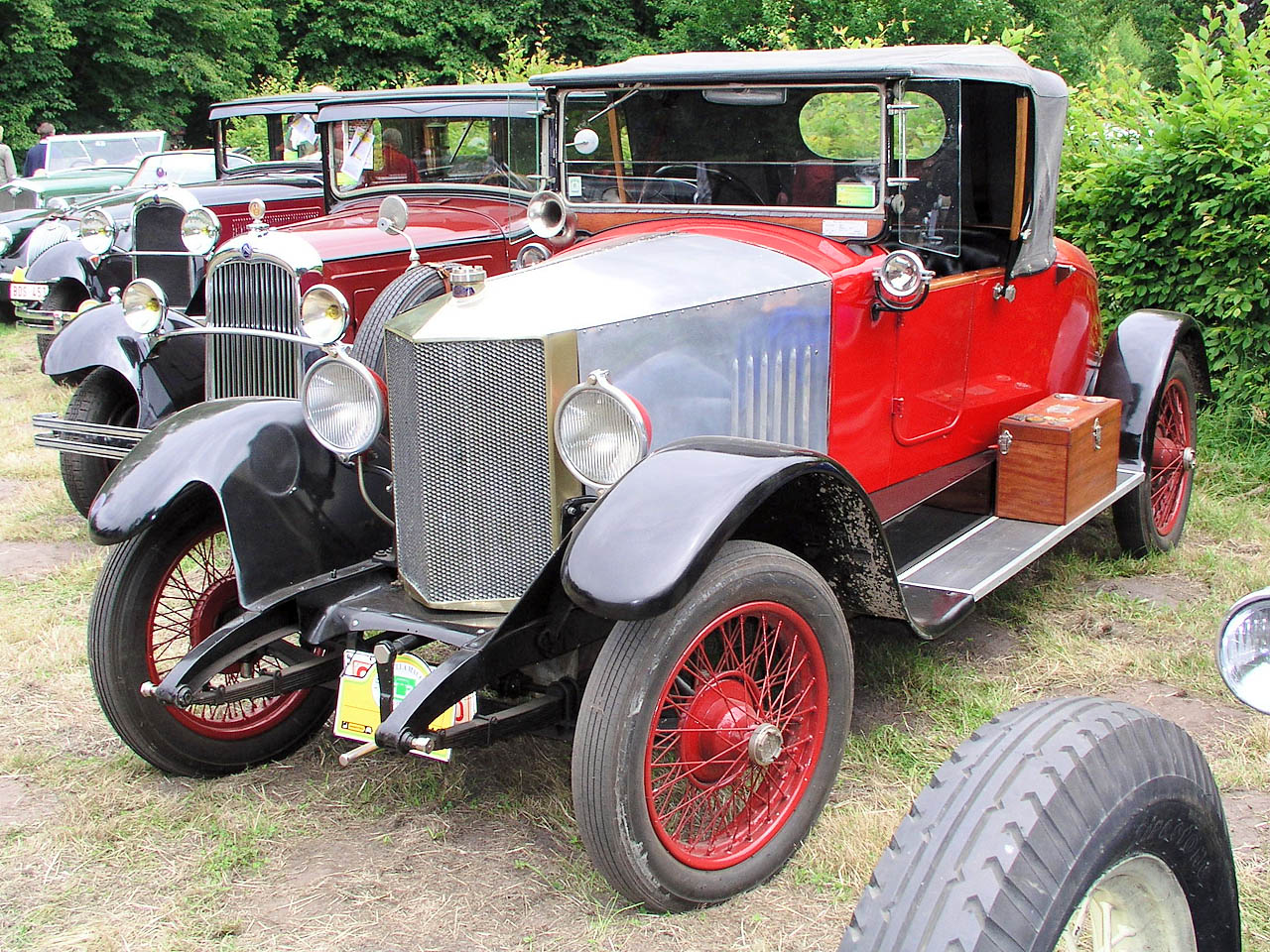
Metallurgique 15/20СV Sport Roadster

Це була 1,9-літрова 40-сильна машина з верхнім розташуванням клапанів, вона стала найпотужнішою на ринку серед своїх однокласників, непогана потужність дозволяла машині розвивати 121 км/год, також вона оснащувалася гальмами всіх коліс тієї ж фірми Adex.
Однак, не дивлячись на хороші показники швидкості і потужності, машина не була надто популярна через ненадійність. Падінню продажів сприяла податкова політика післявоєнної Великої Британії — машина виявилася неконкурентоспроможною на основному ринку.

## Припинення виробництва автомобілів. Закриття компанії
У 1927 році збанкрутілу фірму купує компанія Imperia-Excelsior, яка починала свій бізнес як дилер Metallurgique. Поль Бастьєн залишає Бельгію і переїжджає до США, де влаштовується головним конструктором у фірму Stutz, для якої і створить свій знаменитий Vertical Eight. Тим часом Imperia-Excelsior перевозить устаткування на свої потужності, а заводські будівлі продає фірмі Minerva, яка через якийсь час буде також поглинена «Імперією».
У 1929 році були продані останні автомобілі, що залишилися; транспортні засоби, які рекламувалися як «автомобіль з клапанним мотором, але який працює так само тихо, як безклапанний», зникли з каталогів назавжди.

## Список автомобілів Métallurgique
- 1901 — Métallurgique 4HP
- 1902 — Métallurgique 8HP
- 1905 — Métallurgique 7/8HP
  - Métallurgique 10/12HP
  - Métallurgique 12/14HP
  - Métallurgique 16/20HP
  - Métallurgique 24/28HP
  - Métallurgique 30/35HP
  - Métallurgique 60/80HP
- 1907 — Métallurgique 26/32HP
  - Métallurgique 40/45HP
  - Métallurgique 50/60HP
- 1909 — Métallurgique 26/60HP
- 1912 — Métallurgique 12/14CV
  - Métallurgique 18CV
  - Métallurgique 40/95CV
  - Métallurgique 6/18CV
- 1913 — Métallurgique 38/90CV
- 1920 — Métallurgique 15/20CV
  - Métallurgique 20/40CV
  - Métallurgique 26/60CV
- 1923 — Métallurgique 12/15CV